# Roth (distrito)
Roth é um distrito da Alemanha, na região administrativa da Média Francónia, estado de Baviera. Com uma área de 895,18 km² e com uma população de 125.823 habitantes (2004).

## Cidades e Municípios
- Cidades:

1. Abenberg
2. Greding
3. Heideck
4. Hilpoltstein
5. Roth
6. Spalt

- Municípios:

1. Allersberg
2. Büchenbach
3. Georgensgmünd
4. Kammerstein
5. Rednitzhembach
6. Rohr
7. Röttenbach
8. Schwanstetten
9. Thalmässing
10. Wendelstein